# SLY
SLY（スライ）は、日本のヘヴィメタルバンド。
1994年にLOUDNESS、EARTHSHAKER、BLIZARDのメンバーによって結成され、BMGビクターよりメジャー・デビュー。1998年に活動を休止し、メンバーはそれぞれ再結成LOUDNESSやEARTHSHAKER、X.Y.Z.→A、RIDER CHIPSなどへ活動を移行させたため、活動再開の目処は立っていない（実質上の解散）。

## メンバー
| 名前                                 | 生年月日                                  | 出身地       | 血液型 | 演奏担当 |
| ------------------------------------ | ----------------------------------------- | ------------ | ------ | -------- |
| 二井原実 （にいはら みのる）         | 1960年3月12日（65歳）                     | 大阪市住吉区 | O型    | ボーカル |
| 石原慎一郎 （いしはら しんいちろう） | 1959年9月18日（65歳）                     | 大阪市       | O型    | ギター   |
| 寺沢功一 （てらさわ こういち）       | 1963年7月5日（62歳）                      | 東京都       | B型    | ベース   |
| 樋口宗孝 （ひぐち むねたか）         | 1958年12月24日 - 2008年11月30日（49歳没） | 奈良県奈良市 |        | ドラムス |

## 来歴
長年続けていたバンドEARTHSHAKERを1994年に解散した石原が、ソロアルバム制作にあたり旧友の二井原をゲスト参加させようと話を持ちかけたところ、一緒にバンドをやろうという計画に発展（元々二井原はEARTHSHAKERのオリジナルメンバーであった）。そこでLOUDNESSを脱退した樋口を勧誘し加入させ、ベーシストは元ANTHEMの柴田直人も加入し曲作りを行うも後に脱退、後任に元BLIZARDの寺沢を迎え活動を開始。ジャパニーズ・メタルのファンにとっては、豪華な顔ぶれとなった。
1994年に1stアルバム『＄￡￥』、翌年に2ndアルバム『DREAMS OF DUST』を発表。しかし、1990年代前半～中盤の低迷するジャパニーズ・メタル・シーンの影響を受け、1980年代の正統派HM/HR路線を頑固に貫くSLYは商業的に成功を収められなかった。
1996年発表の3rdアルバム『KEY』は、プロデューサーにLOUDNESSの『THUNDER IN THE EAST』を手掛けたマックス・ノーマンを迎え、アメリカ合衆国で録音。心機一転、1980年代HM/HRに拘らず、プログレッシブ・ロック要素の強い作品であった。
1998年にはイーストウエスト・ジャパンに移籍し、4thアルバム『VULCAN WIND』を発表。前作と同じくアメリカ録音ながら、オーソドックスなジャパニーズHMスタイルに回帰した。しかし、このアルバムとツアーを最後に活動休止（事実上の解散）が決まる。二井原が「『VULCAN WIND』に制作費がかかり過ぎた事が原因で契約を切られてしまった」と語っており、シーンの低迷に最後まで抗ったものの耐え切れず、活動が出来なくなってしまった。
二井原は活動休止が決定した時、「この時代に自分のような歌い手は居場所が無い」とシンガーとしての引退を考えたという。しかし、元筋肉少女帯（後に復帰）の橘高文彦、旧友だったファンキー末吉、その同僚だった和佐田達彦の4人でX.Y.Z.→Aを結成（結成当初のバンド名はX.Y.Z.）。その活動と並行し、樋口と共にLOUDNESSに復帰。2008年11月に樋口が他界するまで、全盛期のラインナップで活動していた。石原も活動休止後、EARTHSHAKERを再結成し活動。寺沢は野村義男とRIDER CHIPSを結成した。
2012年12月、LOUDNESSが主催したイベント『樋口宗孝追悼ライブ vol.4 EVERLASTING MUNETAKA HIGUCHI 2012 5th Memorial』にて、二井原・石原・寺沢による一夜限りの再結成を披露。ドラムは樋口のライブ音源が映像と合わせて使われた。

### 柴田直人加入～脱退の経緯
当初はベーシストに柴田を加入させる話で進んでいたが、当時の柴田はANTHEM解散後に精神的な疲労が原因でバンドとして活動する事を休止し、ビーイングで作曲家として活動していく事を決意していた為、中途半端な気持ちでバンドメンバーとして活動出来ない事から脱退を申し入れたとしている。一方で石原は柴田が脱退した理由について樋口と柴田の人間関係による相性の悪さが原因で脱退したと答えており、その話を聞いた柴田は樋口との人間関係が悪かった事について否定しており、石原が何故その様な発言をしたかについては自分にも分からないと困惑している様子だった

## 作品

### アルバム
- ＄￡￥[1] （1994年11月23日　BMGビクター/ariola　BVCR-686）
- DREAMS OF DUST （1995年8月23日　BMGビクター/ariola　BVCR-715）
- KEY （1996年8月21日　BMGビクター/ariola　BVCR-765）
- VULCAN WIND （1998年6月25日　East West Japan　AMCY-2760）

### ミニアルバム
- LONER （1995年7月21日　BMGビクター/ariola　BVCR-8020）

### 映像作品（VHS）
どちらも未DVD化
- LIVE KINGDOM COME （1995年6月21日　BMGビクター/ariola　BVVR-65）
- LIVE DREAMS OF DUST （1996年7月4日　BMGビクター/ariola　BVVR-73）